# NGC 7695
NGC 7695 is een lensvormig sterrenstelsel in het sterrenbeeld Vissen. Het hemelobject werd op 18 november 1864 ontdekt door de Duitse astronoom Albert Marth.

## Synoniemen
- MK 931
- NPM1G -02.0521
- IRAS 23306-0259
- PGC 71726